# Zimbabwe flyafrica
Fly Africa Zimbabwe, auch flyafricazim, (ehemals Zimbabwe flyafrica) war eine simbabwische Billigfluggesellschaft mit Basis auf dem  RG Mugabe International Airport bei Harare.

## Geschichte
Die Gesellschaft war als Zimbabwe flyafrica zunächst bis Anfang 2017 eine Tochtergesellschaft der mauritischen Flyafrica. Der Betrieb musste im November 2015 aufgrund „eklatanter Sicherheitsmängel“ bis auf Weiteres eingestellt werden. Die Airline verkaufte trotzdem bis mindestens Ende November weiter Flugtickets, wofür sie 2,4 Mio. USD Schadenersatz und Strafe leisten musste. Anfang 2016 wurde die Fluggesellschaft formell abgewickelt.
Im März 2017 wollte die Gesellschaft mit neuen Eigentümern den Betrieb wieder aufnehmen. Ende Mai 2017 wurde die Wiederaufnahme von Flügen nach einer Finanzspritze in naher Zukunft in Aussicht gestellt. Zu diesem Zweck wurden ebenfalls im Mai zwei Boeing 737-700 erworben. Anfang Juni habe die Gesellschaft, die nun in Besitz der simbabwischen Mugwagwa Holdings ist, alle nötigen Lizenzen erhalten. Im April 2018 wurde der Flugbetrieb schließlich wieder aufgenommen.
Im September 2020 wurde die Airline wegen ausstehender Darlehen in Höhe von 3 Mio. USD verklagt. Im Mai 2021 war die Fluggesellschaft erneut insolvent. Bereits einen Monat später wurde die Wiederaufnahme der Flüge im 3. Quartal angekündigt, was jedoch nicht erfolgte.

## Flugziele
Fly Africa Zimbabwe bediente bis 2016 ab Harare national Victoria Falls und Bulawayo sowie international Johannesburg und Lubumbashi. Von November 2017 wurde ebenfalls wieder zwischen Harare und Victoria Falls geflogen. Im Juni 2018 wurde die Lizenz entzogen, wenig später aber wieder erteilt. Im August 2018 wurden die Verbindungen zwischen Harare und Bulawayo wiederaufgenommen.

## Flotte
Im Februar (Z-FAA) und März (Z-FAB) 2014 wurden die ersten beiden Boeing 737-500 von der Czech Airlines übernommen. Mit Stand Oktober 2015 bestand die Flotte der Zimbabwe flyafrica aus drei Flugzeugen. Im Mai 2017 wurden zwei Maschinen des Typs Boeing 737-700 übernommen. Mit Stand November 2017 bestand die Flotte eigenen Aussagen nach aus fünf Maschinen.